# Ben Sandford
Ben Sandford (Rotorua, 12 marzo 1979) è uno skeletonista neozelandese.
È il nipote di Bruce Sandford, a sua volta skeletonista di livello internazionale.
Dal 2014 ricopre l'incarico di vice presidente agli affari legali in seno alla International Bobsleigh & Skeleton Federation (IBSF)..

## Palmarès

### Campionati mondiali
- 1 medaglia:
  - 1 bronzo (skeleton a Lake Placid 2012)